# 金裕貞

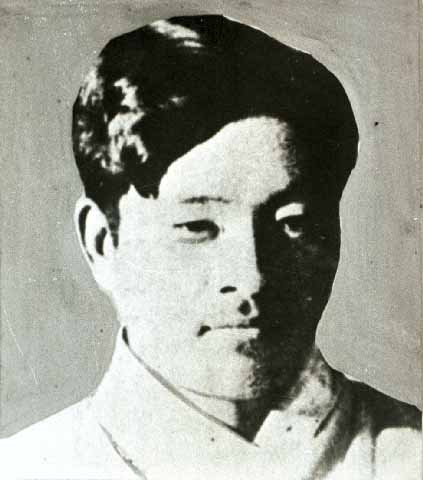
金裕貞

金 裕貞（キム・ユジョン、1908年1月18日 - 1937年3月29日）は日本統治時代の朝鮮の小説家。 江原道春川市新東面 曾瓦里（シルレマウル）出身。

## 来歴
ソウルの齊洞公立普通学校を卒業後、徽文高補を経て延禧専門学校（延世大学校の前身）と普成専門学校（高麗大学校の前身）に相次いで入学したが、いずれもすぐに中退。1932年故郷に戻り、夜学錦屏義塾（クムビョンウィスック）を立てて農村啓蒙運動を展開した。  
1933年、『山里の旅人』、『チョンガーと阿呆』を発表。1935年、朝鮮日報新春文芸に『夕立』が当選、朝鮮中外日報新春文芸に『大当たり』が佳作に入選。同年、九人会後期同人に加入して文壇活動を開始。
1937年に肺結核のため29歳で夭折するまでに、30余編の小説と10余編の随筆を発表した。代表作に『椿の花』、『春・春』（別訳：『春や春』、『春春』）、『太陽がぎらぎら』などがある。

## 作風
短編小説が主。豊かな韓国語固有語彙と素朴で正確な文章を特徴とし、地主制や植民地支配の下にあった1930年代の朝鮮半島の農村の実態や人々の生き様を多分にユーモアをもって描く。

## その他
韓国では、作品が中学や高校の国語の教科書に収録されている。
2002年8月6日、郷里のシルレマウルに金裕貞文学村が開館した。小説の舞台となった村並みなどが再現されているほか、修復された生家には金氏ゆかりの品が展示されている。2004年12月、最寄の新南駅は彼の名をとって金裕貞駅と改名された（人名に因む鉄道駅としては韓国初）。また、毎年命日の3月29日に開かれてきた追慕祭に加え、様々な催しを準備した金裕貞文学祭が2003年から開催されている。